# Etz-Hayyim-Synagoge

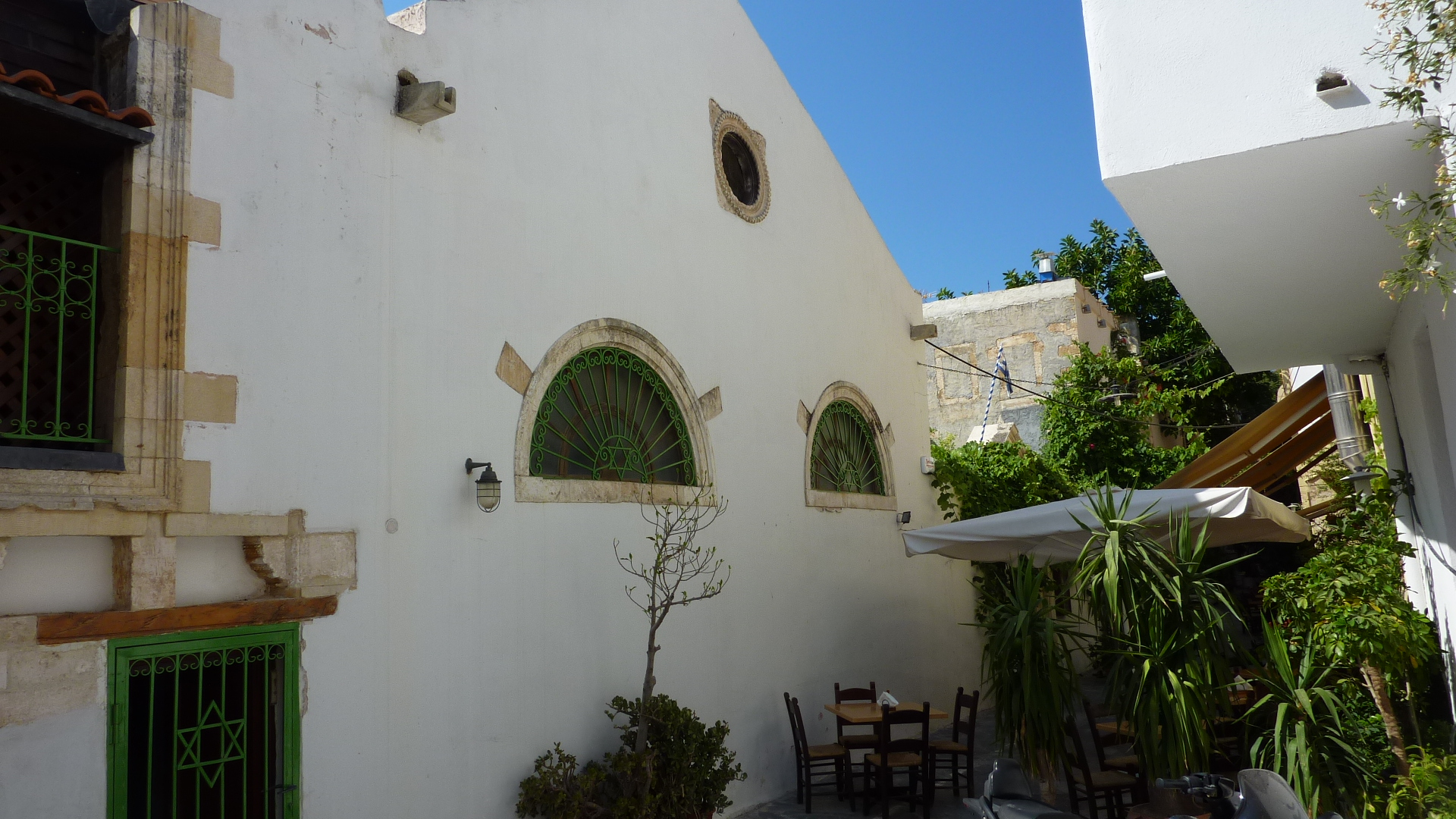
Außenansicht mit Davidstern-Symbolen in den Fenstergittern

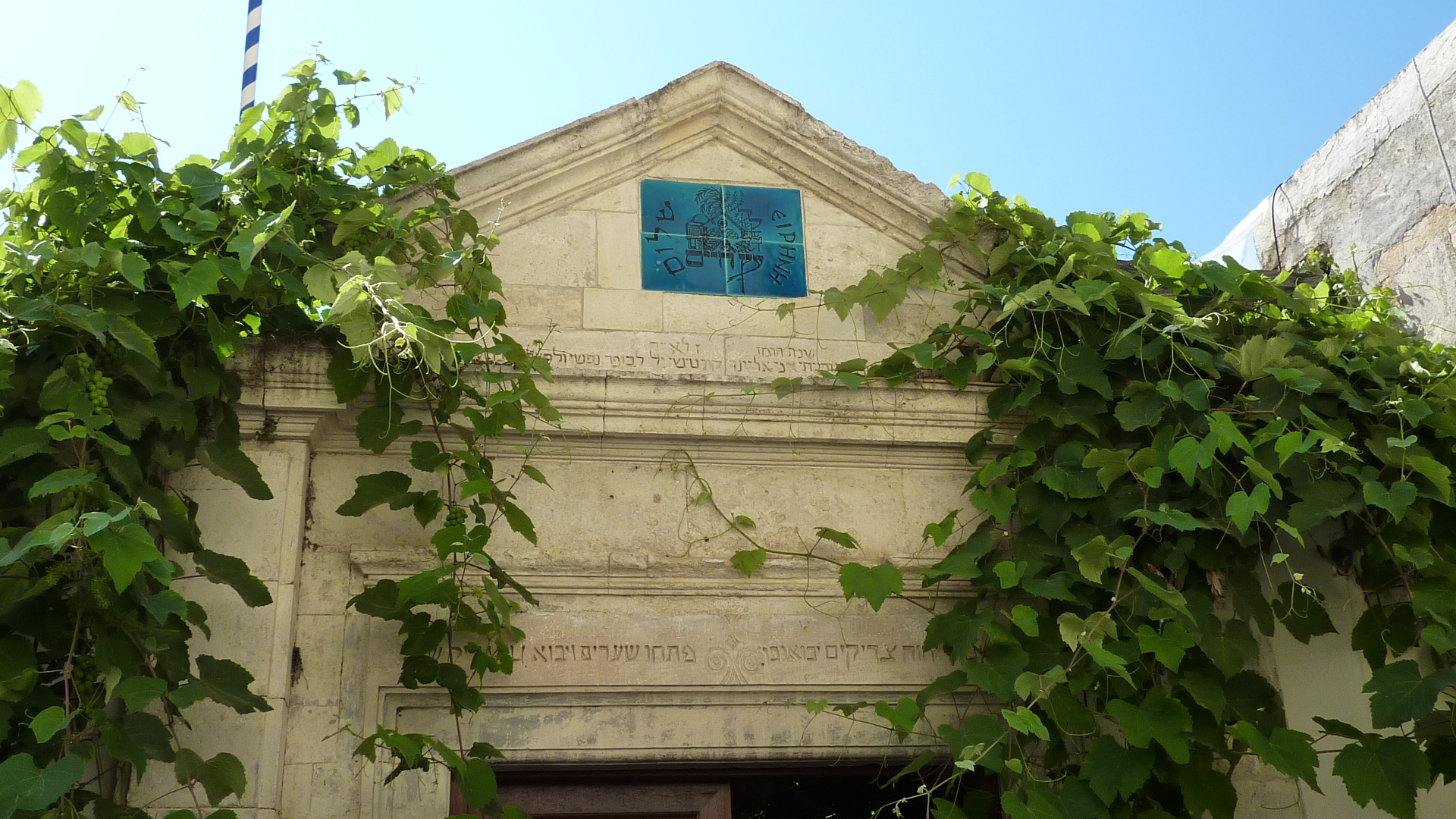
Hebräische Inschriften über dem Eingangstor

Die Etz-Hayyim-Synagoge (Hebräisch: בית הכנסת עץ חיים) befindet sich in der Stadt Chania auf Kreta und ist die letzte verbliebene Synagoge der Insel. Vom 17. Jahrhundert an bis zur Deportation der Juden und Jüdinnen Kretas 1944 war das Gebäude das Gotteshaus einer jüdischen Gemeinde. Anschließend wurde es für profane Zwecke genutzt und teilweise zerstört bzw. durch jahrzehntelange Vernachlässigung beschädigt. Zwischen 1996 und 1999 wurde Etz-Hayyim renoviert und wird seit 1999 wieder als Synagoge genutzt. Die jüdische Gemeinde feiert jeden Freitagabend Kabbalat Sabbat, ebenso wurden hier seither bereits mehrere Vorlesungen, Konzerte, Hochzeiten und Bar-Mizwa-Feiern veranstaltet. Die übrige Zeit steht die Synagoge Besuchern zur Besichtigung offen.
Neben dem Hauptraum der Synagoge enthält das Gebäude eine kleine Bibliothek, zwei Innenhöfe (in einem davon befinden sich einige Grabstätten) und eine Mikwe, also ein rituelles Bad.
Der Name „Etz Hayyim“ bedeutet „Baum des Lebens“. Die Synagoge orientiert sich, in Liturgie und Inneneinrichtung, an den romaniotischen Traditionen.

## Geschichte
Das Gebäude wurde im 15. Jahrhundert während der venezianischen Zeit Kretas  als katholische Kirche errichtet. Nach der Eroberung der Stadt durch die Osmanen übergaben diese  im 17. Jahrhundert an die jüdische Gemeinde der Stadt. Um Etz-Hayyim herum befand sich das jüdische Viertel der Stadt. Der Name „Evraiki“ hat sich bis in die Gegenwart erhalten.
Am 29. Mai 1944 wurden die ungefähr 270 Juden und Jüdinnen Kretas von den deutschen Besatzern in das Gefängnis  verschleppt, wo sie ihre geplante Deportation nach Auschwitz abwarten mussten. Jedoch erreichten sie niemals das Festland, da ein britisches U-Boot das Schiff, auf dem sie sich befanden, torpedierte, da man annahm es handle sich um ein deutsches Kriegsschiff. Wenige Tage später drangen Wehrmacht-Soldaten in die verwaiste Synagoge ein, plünderten sie und zerstörten Kultgegenstände bzw. warfen sie aus dem Gebäude. Kurz darauf gaben sie das Gebäude zur Plünderung bzw. Besetzung frei. Bewohner Chanias begannen daraufhin, Wände aufzumeißeln und nach vermuteten „Goldschätzen“ der Gemeinde zu suchen, die Synagoge wurde ebenso wie die nun leerstehenden Häuser der verschleppten Juden von nicht-jüdischen Einwohnern in Besitz genommen.
1957 kam es zu einer Einigung zwischen dem griechischen Staat und Vertretern der jüdischen Gemeinschaft Griechenlands über das ehemalige jüdische Eigentum. Ehemals jüdische Gebäude wurden gegen geringe Zahlungen ihren aktuellen Bewohnern überlassen. Allein das Gebäude der Etz-Hayyim-Synagoge blieb im Besitz der jüdischen Gemeinschaft (das Gebäude der zweiten, sephardischen Synagoge von Chania, Beth Shalom, war bereits 1944 restlos zerstört worden und spielte bei dieser Einigung keine Rolle mehr). Die bisherigen Bewohner verließen das Gebäude, das von nun ab leer stand bzw. in Teilen illegal von Nachbarn genutzt wurde.
Erst 1994, nach einem in New York durchgeführten Seminar über gefährdetes jüdisches Erbe geriet Etz-Hayyim wieder in den Blickpunkt einer größeren Öffentlichkeit. Als 1995 Chania von einem Erdbeben erschüttert und wenige Stunden später Risse in den Außenmauern des Gebäudes sichtbar wurden, setzte der World Monuments Fund die Synagoge auf eine Liste der 100 gefährdetsten Monumente von internationaler kultureller Bedeutung weltweit. 1996 begann die Renovierung und am 10. Oktober 1999 wurde mit der Eintragung der Torarolle in den Toraschrein die Etz-Hayyim-Synagoge feierlich eröffnet.
In der Nacht vom 5. auf den 6. Januar 2010 und vom 15. auf den 16. Januar 2010 wurden kurz hintereinander Brandanschläge auf die Synagoge verübt. Der antisemitische Hintergrund des Anschlags wurde nach dem ersten Anschlag durch das Hinterlegen eines Seifenstücks deutlich, das offenkundig auf eine gängige antisemitische Drohung anspielt. Die Täter, zwei Engländer, zwei Amerikaner und ein Grieche wurden kurz darauf verhaftet. Die Schäden konnten bald mithilfe von Spenden behoben werden.
Gedenkdienstleistende des österreichischen Vereins „Gedenkdienst“ werden ab dem Jahrgang 2013/14 erstmals als Wehrersatzdienst für Unterstützungsarbeiten an der Synagoge eingesetzt. Da seit 2016 das neue Freiwilligengesetz gilt, dürfen nun auch Frauen Gedenkdienst leisten.